# HMS Arild (V03)
HMS Arild (V03) var en svensk motortorpedbåt med nummer (T44) men som byggdes om till vedettbåt år 1977 och fick då namnet Arild. Hon byggdes av Kockums och togs i bruk år 1956.